# Obvodnj kanal (metropolitana di San Pietroburgo)
Obvodnj kanal (in russo Обводный канал?) è una stazione della Linea Frunzensko-Primorskaya, la Linea 5 della Metropolitana di San Pietroburgo.
È stata inaugurata il 30 dicembre 2010.